# 에릭 프리먼
에릭 프리먼(Eric Freeman, 1965년 7월 13일 ~ )은 미국의 배우, 영화배우이다.
롤리에서 태어났다.

## 영화
- 살인특급 (1989년)
- 죽음의 밤 2 (1987년)